# Grande Famiglia di San Camillo

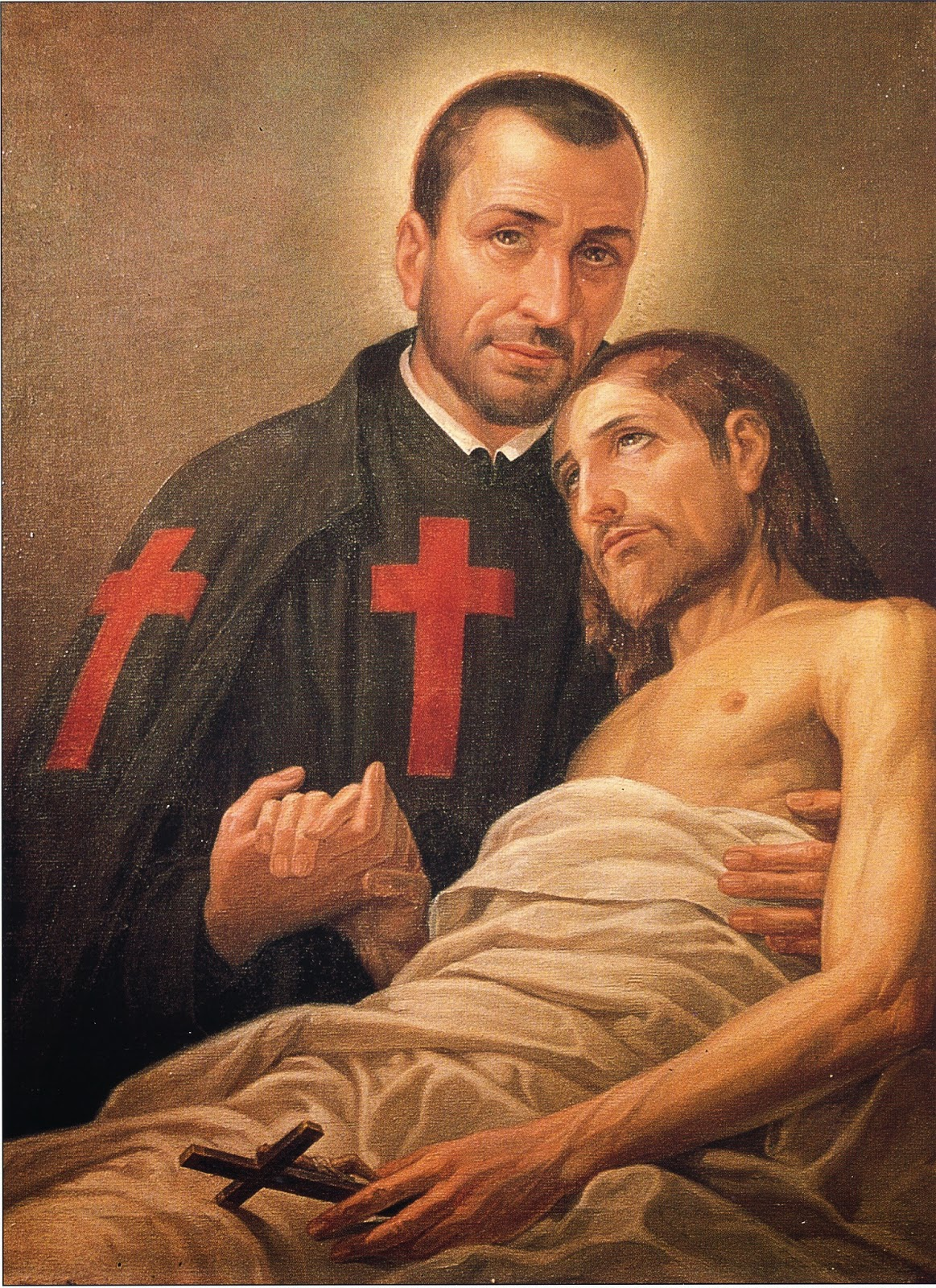
Immagine votiva di san Camillo de Lellis

A partire dal 1998 con la sigla Grande Famiglia di San Camillo (G.F.S.C.)  si possono considerare i diversi Istituti religiosi e secolari e le varie associazioni laicali che si ispirano al carisma di san Camillo de Lellis e che operano nel campo della pastorale della salute. 
Nel mondo i Camilliani di voti perpetui sono 1.200, di cui circa 250 in Italia. A loro si affianca la Famiglia camilliana laica, che conta oltre 2.500 membri; l'Ordine camilliano è presente in oltre 35 paesi del mondo.

## Storia
San Camillo de Lellis fondò a Roma nel 1582 l'Ordine religioso di Chierici Regolari Ministri degli Infermi, riconosciuti da papa Gregorio XIV  nel 1591. L'Ordine è composto da religiosi Padri (sacerdoti) e religiosi Fratelli (laici) dediti alle opere di misericordia corporale e spirituale dei malati con un quarto voto specifico che li impegna anche a rischio di vita.
Nei secoli successivi accanto all'Ordine dei Ministri degli Infermi si sono costituiti gruppi di persone che si dedicavano alla cura dei malati, dando origine a Congregazioni religiose o a Istituti secolari o ad associazioni di volontariato. 
Nel XVIII secolo, a Bologna, Rosa Grimaldi istituì le Suore Terziarie Camilliane. 
All'inizio del XIX secolo, a Lucca, nascono le Ministre degli Infermi ad opera della Beata Maria Domenica Brun Barbantini. 
Verso la fine del XIX secolo, per iniziativa del Beato Padre Luigi Tezza, camilliano, e di Santa Giuseppina Vannini, sono nate le Figlie di San Camillo. 
Nel XX secolo, dopo il Concilio Vaticano II, sono nati gli Istituti secolari. Tra i primi le Missionarie degli Infermi-Cristo Speranza, fondate da Germana Sommaruga. 
Negli ultimi decenni del XX secolo, in varie parti del mondo, sono sorti gruppi di laici, uomini e donne, che sotto varie denominazioni hanno fatto proprio il carisma e la missione di S. Camillo, tra cui la Famiglia camilliana laica sorta per iniziativa dell'Ordine stesso.

## Istituti ispirati al Carisma di San Camillo de Lellis
Si possono riconoscere nella Grande Famiglia di San Camillo:
- un istituto religioso maschile (Ordine dei Chierici Regolari Ministri degli Infermi, M.I.);
- cinque congregazioni religiose femminili:
  - Suore Ministre degli Infermi di San Camillo;
  - Figlie di San Camillo, F.S.C.;
  - Suore Ancelle dell'Incarnazione, A.I.;
  - Ancelle Missionarie Camilliane;
  - Missionarie Camilliane Maria Madre della Vita (Missionarias Camilianas Maria Mae da Vida);
- tre istituti secolari femminili:
  - Missionarie degli infermi Cristo Speranza;
  - Comunità delle Sorelle Camilliane (Kamillianische Schwestern), G.K.S.;
  - Istituto Stella Maris;
- un'associazione laicale maschile e femminile (Famiglia Camilliana Laica, F.C.L.).
- un'associazione di servizi per la salute mentale (Associazione Saint-Camille, A.S.C.), fondata da Grégoire Ahongbonon.